# 迪歇纳老爹报
《迪歇纳老爹报》（法語：Le Père Duchesne，法語發音：[lə pɛʁ dyʃɛn]）是法国大革命期间一份极端激进的报纸，由记者雅克-勒内·埃贝尔编辑。从1790年9月创刊至埃贝尔于1794年3月24日被送上断头台前11天为止，该报共出版385期。
炉子安装工迪歇纳老爹是法国大革命前流行戏剧中的一个受欢迎的人物，其粗俗的言语和举止体现了“小人物”的形象，得到了城市小资产阶级和工人的认可。该报的主要敌人之一是记者卡米耶·德穆兰。德穆兰反对法国去基督教运动，而埃贝尔及其追随者支持该运动。双方经常在各自的报纸上争吵不休。在埃贝尔被处决几周以后，德穆兰也遭处决。